# 東京大正博覧会
東京大正博覧会（とうきょうたいしょうはくらんかい）は、1914年（大正3年）3月20日から7月31日にかけて、当時の東京府が主催し、東京市の上野公園地（後の上野恩賜公園）をおもな会場として開催された博覧会。入場者数は、7,463,400人、およそ750万人、初日だけでも1万5千人とされている。

## おもな施設

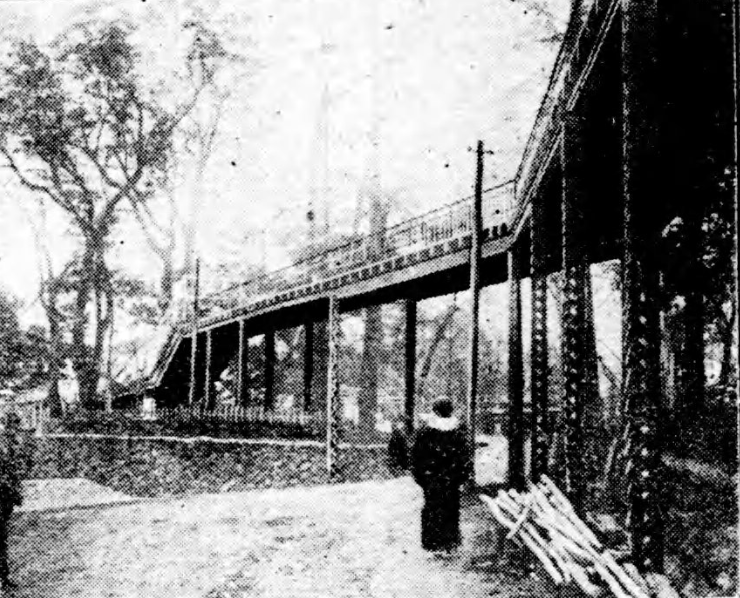
博覧会会場に設置されたエスカレーター（1914年）

上野公園地の台地上に設けられた第一会場には既存の博物館、美術館のほか、教育学芸館、工業館、鉱業館、林業館、水産館など、不忍池一帯の第二会場には農業館、運輸館、染織館、染織別館、外国館、動力館、機械館などが、それぞれ設けられた。当時の絵葉書には、上記のほか、各種の門、平和塔、演芸館、朝鮮館、台湾館、満蒙館、日華貿易品参孜館、南洋館、東京自治会館、美人島旅行館、鉱山模型、拓殖館、東京特設館などが見られる。
第一会場と第二会場の間には、日本初とされるエスカレーターが設けられ、また、不忍池には「ケーブルカー」と称されたロープウェイが架けられた。全長400メートルのロープウェイは新技術のシンボルとして人気を博したが、池の上でしばしば立ち往生した。ちなみに定員は9名、料金は1人15銭だった。

### 演芸館と芸妓
会場内では芸妓の存在が目立つもののひとつとなっており、「博覧会新曲の題目や出演者、稽古の様子の写真、踊り順、出演時間についての案内、博覧会 出演をめぐる芸者組合同士の争いなど」が盛んに新聞で報じられた。芸妓たちは場内の演芸館に出演したほか、園遊会などにも姿を見せ、これを捉え、また後述の美人島旅行館の存在も踏まえて、この博覧会を「美人博覧会の観」があると批判する議論もあった。

### 美人島旅行館
美人島旅行館は、第一会場の中心に設けられており、「美人百名募集」の呼びかけに応じた女性たちが、様々な趣向で扮装し展示されたり、コンパニオン（「女看守」と称された）として接遇にあたった。女性たちの中には「教育あるハイカラ婦人」も少なからず含まれていたとされ、人気を博したが、展示の「幼稚」さや、性的な色彩を批判する議論もあった。
美人島旅行館は、「大阪天王寺のルナパークにあった「美人探検館」にヒントを得たもの」とされている。

### 南洋館
第一会場に設けられた南洋館では、「人種の展示」が行われ、「ベンガリ種族」、「クリン種族」、「マレー種族」、「ジァヴァ人」、「サカイ種族」、「ダイヤーク人種」など男女25人が、日常生活の様子を見せたり、舞踊などを演じていた。

### 通俗衛生博覧会
この博覧会では伝染病研究所、日本赤十字社などが出展した衛生経済館もあったが、これとは別に、不忍池上の2階建の仮設建築で二六新報社による通俗衛生博覧会が設けられ、人体の臓器などの実物標本や、模型類、写真等が展示された。中には、東京帝国大学医学部から貸し出されたという「高橋お伝の全身の皮膚」なども展示されていた。

### エスカレーター
第一会場と第二会場を結ぶエスカレーターは、「秒速1尺」の速度で動き、料金は10銭であった。高さは10mほどあったと推定されている。
博覧会の開会に先んじて、1914年3月9日に試運転が行われたため、3月9日は後に「エスカレーターの日」とされた。

## 国産自動車の展示
快進社自働車工場（後の快進社）は、国産部品を多用して製作した、V型2気筒の10馬力の小型乗用車 DAT（ダット）を出品し、銅牌を与えられた。
また、宮田製作所（後の宮田工業、モリタ宮田工業の前身のひとつ）は、オートバイ旭号を出品し、銀牌を与えられた。
日本最初の自動車メーカーとされる東京自動車製作所は、乗合自動車を出品し、こちらも銀牌を与えられた。